# Bessie Love

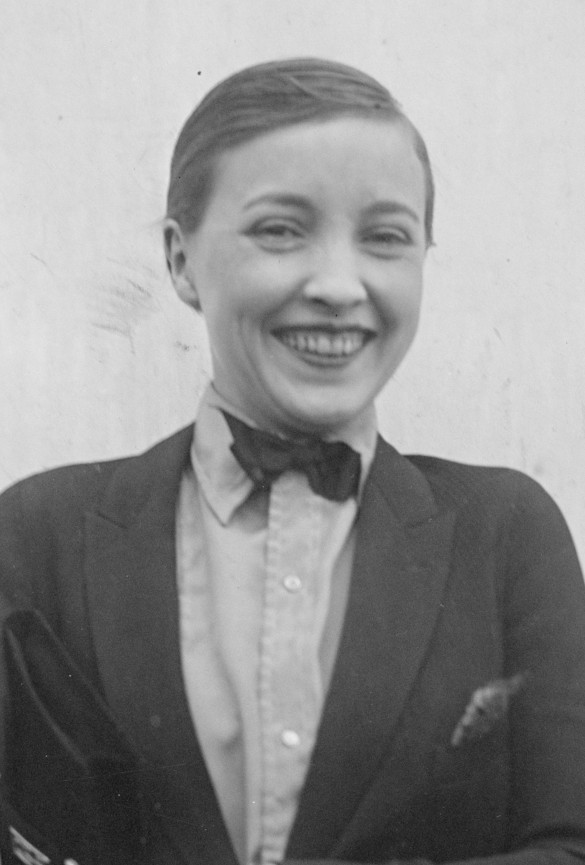
Bessie Love (1925)

Bessie Love (* 10. September 1898 in Midland, Texas; † 26. April 1986 in London, England), eigentlich Juanita Horton, war eine US-amerikanische Schauspielerin, deren Karriere von den frühen Stummfilmtagen bis in die frühen 1980er reichte. Sie wurde bekannt als erster Musicalstar des Tonfilms.

## Karriere
Bessie Love begann ihre Karriere im Jahre 1915 und gewann bereits im Folgejahr durch Rollen an der Seite von Douglas Fairbanks und William S. Hart, die Aufmerksamkeit von Publikum und Kritik. David Wark Griffith gab ihr die Rolle der „Braut von Kana“ in seinem monumentalen Film Intoleranz. Die Schauspielerin schaffte den Sprung zum Topstar allerdings nicht. Auf jede gute Rolle folgten zahlreiche Auftritte in B-Filmen. Im Jahre 1922 wurde sie als eine der ersten WAMPAS Baby Stars gewählt. 1925 führte sie in dem Film The King of Main Street den Charleston auf der Leinwand ein.
1929, mittlerweile unter Vertrag bei MGM, schaffte Bessie Love ein Comeback. Sie übernahm eine der beiden weiblichen Hauptrollen in dem Musical The Broadway Melody, der mit dem Slogan „All Talking, All Singing, All Dancing“ ein neues Genre schuf. Mit ihrer Darstellung einer unglücklich verliebten jungen Tänzerin gewann Bessie Love eine Nominierung für den Oscar als beste Darstellerin. Nach einigen weniger erfolgreichen Auftritten in Musicals zog sie sich 1931 aus dem Filmgeschäft zurück. Die nächsten Jahre war sie mehr oder weniger erfolgreich auf verschiedenen Bühnen und Vaudevilles zu sehen, so unter anderem im New York Palace. Seit 1935 siedelte die Schauspielerin komplett nach England über und lebte für den Rest ihres Lebens in London. Zahlreiche Auftritte in britischen Filmen sowie auf der Bühne und im Fernsehen hielten ihren Namen im Gedächtnis der Zuschauer. Daneben schrieb Bessie Love einige Stücke und Bühnenshows, darunter das Drama Homecoming von 1958.
Zu ihren bekanntesten Auftritten der späteren Jahre gehörte die Rolle als Mutter von Isadora Duncan neben Vanessa Redgrave in Karel Reisz’ Isadora und ein kleiner Part in John Schlesingers Sunday, Bloody Sunday. 1972 hatte sie einen großen Erfolg als „Tante Pittypat“ in der Bühnenversion von Vom Winde verweht. Ihre letzten Auftritte hatte sie 1981 in Reds von Warren Beatty und Begierde aus dem Jahr 1983.
Sie war von 1929 bis zur Scheidung 1936 mit dem Talentmanager und späteren Filmproduzenten William B. Hawks, Bruder von Howard und Kenneth Hawks, verheiratet. Aus der Ehe ging 1932 eine Tochter hervor. Love starb im Alter von 87 Jahren.
Ein Stern auf dem Hollywood Walk of Fame, Höhe 6777 Hollywood Boulevard, erinnert an die Schauspielerin.

## Auszeichnungen
- Oscarverleihung 1930 (April): Nominierung für den Oscar als beste Darstellerin für The Broadway Melody

## Filmografie (Auswahl)
- 1915: Georgia Pearce
- 1915: Die Geburt einer Nation (Birth of a Nation)
- 1916: Acquitted
- 1916: The Flying Torpedo
- 1916: The Aryan
- 1916: The Good Bad-Man
- 1916: Reggie Mixes In
- 1916: Das Geheimnis der Fliegenden Fische (The Mystery of the Leaping Fish) (Kurzfilm)
- 1916: Stranded
- 1916: Hell-to-Pay Austin
- 1916: Intoleranz (Intolerance)
- 1916: A Sister of Six
- 1916: The Heiress at Coffee Dan’s
- 1917: Nina, the Flower Girl (verschollen)
- 1917: A Daughter of the Poor
- 1917: Cheerful Givers
- 1917: The Sawdust Ring
- 1917: Wee Lady Betty
- 1917: Polly Ann
- 1918: The Great Adventure
- 1918: How Could You, Caroline?
- 1918: A Little Sister of Everybody
- 1918: The Dawn of Understanding
- 1919: The Enchanted Barn
- 1919: Carolyn of the Corners
- 1919: The Wishing Ring Man
- 1919: A Yankee Princess
- 1919: The Little Boss
- 1919: Cupid Forecloses
- 1919: Over the Garden Wall (verschollen)
- 1919: A Fighting Colleen
- 1920: Pegeen
- 1920: Bonnie May (verschollen)
- 1920: The Midlanders
- 1921: Penny of Top Hill Trail
- 1921: The Honor of Rameriz (Kurzfilm)
- 1921: The Swamp
- 1921: The Spirit of the Lake (Kurzfilm)
- 1921: The Sea Lion
- 1922: The WAMPAS Baby Stars of 1922 (Kurzfilm)
- 1922: The Vermilion Pencil
- 1922: Forget Me Not
- 1922: Bulldog Courage
- 1922: The Village Blacksmith
- 1922: Deserted at the Altar
- 1923: Three Who Paid
- 1923: The Ghost Patrol
- 1923: Der Markt der Seelen (Souls for Sale) (Cameo)
- 1923: The Purple Dawn
- 1923: Mary of the Movies
- 1923: Human Wreckage
- 1923: The Eternal Three
- 1923: St. Elmo
- 1923: Slave of Desire
- 1923: Gentle Julia
- 1923: The Adventures of Prince Courageous
- 1924: Die Juwelen der Romanoffs (Torment)
- 1924: The Woman on the Jury
- 1924: Those Who Dance
- 1924: Der Senator und die Tänzerin (The Silent Watcher)
- 1924: Dynamite Smith
- 1924: Die Auswanderer. Farmerlos (Sundown)
- 1924: Tongues of Flame
- 1925: Die verlorene Welt (The Lost World)
- 1925: Symphonie der Leidenschaften (Soul–Fire)
- 1925: A Son of His Father
- 1925: New Brooms
- 1925: Durchlaucht macht eine Anleihe (The King on Main Street)
- 1926: Westward Bo (Kurzfilm)
- 1926: The Song and Dance Man
- 1926: Lovey Mary
- 1926: Meet the Prince (verschollen)
- 1926: Young April
- 1926: Going Crooked
- 1927: Rubber Tires
- 1927: A Harp in Hock (verschollen)
- 1927: Amateur Night (Kurzfilm)
- 1927: Dress Parade
- 1927: The American (verschollen)
- 1928: The Matinee Idol
- 1928: Anybody Here Seen Kelly? (verschollen)
- 1928: Sally of the Scandals
- 1928: The Swell Head (Kurzfilm)
- 1929: The Broadway Melody
- 1929: The Idle Rich
- 1929: The Hollywood Revue of 1929
- 1929: The Girl in the Show
- 1930: Venus auf Reisen (Chasing Rainbows)
- 1930: They Learned About Women
- 1930: Conspiracy
- 1930: Good News
- 1930: See America Thirst
- 1931: Morals for Women
- 1936: I Live Again
- 1941: Atlantic Ferry
- 1945: Journey Together
- 1947: You Can’t Take It with You (Fernsehfilm)
- 1948: The Front Page
- 1951: Die Reise ins Ungewisse (No Highway in the Sky)
- 1951: Der wunderbare Flimmerkasten (The Magic Box)
- 1952–1958: BBC Sunday-Night Theatre (Fernsehserie, 7 Folgen)
- 1953: Always a Bride
- 1954: The Weak and the Wicked
- 1954: Die barfüßige Gräfin (The Barefoot Contessa)
- 1954: Beau Brummell – Rebell und Verführer (Beau Brummell)
- 1955: Meine bessere Hälfte (Touch and Go)
- 1955: London Playhouse (Fernsehserie, 1 Folge)
- 1956: The Male Animal (Fernsehfilm)
- 1957: Esther Costello (The Story of Esther Costello)
- 1957–1960: ITV Play of the Week (Fernsehserie)
- 1958: Hotel Imperial
- 1958: Long Distance (Fernsehfilm)
- 1958: Gejagt (Nowhere to Go)
- 1958: Next to No Time
- 1959: Saturday Playhouse (Fernsehserie, 1 Folge)
- 1960: International Detective (Fernsehserie, 2 Folgen)
- 1960: Too Young to Love
- 1960: Emergency-Ward 10 (Fernsehserie, 1 Folge)
- 1960: Don’t Do It Dempsey (Fernsehserie, 1 Folge)
- 1961: Somerset Maugham Hour (Fernsehserie, 1 Folge)
- 1961: Es geschah in diesem Sommer (The Greengage Summer)
- 1961: Harpers West One (Fernsehserie, 1 Folge)
- 1961: Der römische Frühling der Mrs. Stone (The Roman Spring of Mrs. Stone)
- 1962: BBC Sunday–Night Play (Fernsehserie, 1 Folge)
- 1962: The Andromeda Breakthrough
- 1962: Man of the World (Fernsehserie, 1 Folge)
- 1962: Flughafendetektive (Zero One, Fernsehserie, 1 Folge)
- 1963: The Sentimental Agent (Fernsehserie, 1 Folge)
- 1964: Die Kinder der Verdammten (Children of the Damned)
- 1964: Story Parade (Fernsehserie, 1 Folge)
- 1965: The Wednesday Play (Fernsehserie, 1 Folge)
- 1965: Die total verrückte Büroparty (The Wild Affair)
- 1966: Versprich ihr alles (Promise Her Anything)
- 1966: Mohn ist auch eine Blume (The Poppy Is Also a Flower)
- 1967: Battle Beneath the Earth
- 1967: Was kommt danach...? (I’ll Never Forget What’s ’isname)
- 1968: ITV Playhouse (Fernsehserie, 1 Folge)
- 1968: Isadora
- 1969: Randall & Hopkirk – Detektei mit Geist (Randall & Hopkirk (Deceased), Fernsehserie, 1 Folge)
- 1969: James Bond 007 – Im Geheimdienst Ihrer Majestät (On Her Majesty’s Secret Service) (Cameo-Auftritt)
- 1970: Kate
- 1970: W. Somerset Maugham (Fernsehserie, 1 Folge)
- 1970: Mädchen in den Wolken (From a Bird’s Eye View, Fernsehserie, 1 Folge)
- 1971: Sunday, Bloody Sunday
- 1971: Public Eye (Fernsehserie, 1 Folge)
- 1971: Catlow – Leben ums Verrecken (Catlow)
- 1973: Pollyanna (Fernsehserie, 1 Folge)
- 1974: Andersons Rache (Cat and Mouse) (Fernsehfilm)
- 1974: Vampyres
- 1975: Shades of Greene (Fernsehserie, 1 Folge)
- 1976: Der Mörder lauert in der Sauna (The Ritz)
- 1976: Katy (Fernsehserie, 3 Folgen)
- 1977: Gullivers Reisen (Gulliver’s Travels) (Stimme)
- 1978: Edward & Mrs. Simpson (Fernsehserie, 1 Folge)
- 1981: Lady Chatterley’s Liebhaber (Lady Chatterley’s Lover)
- 1981: Ragtime
- 1981: Reds
- 1983: Begierde (The Hunger)